# Haizita
Haizita (kinesiska: 海子塔, 海子塔乡) är en socken i Kina. Den ligger i den autonoma regionen Inre Mongoliet, i den norra delen av landet, omkring 120 kilometer söder om regionhuvudstaden Hohhot.
Genomsnittlig årsnederbörd är 721 millimeter. Den regnigaste månaden är juli, med i genomsnitt 214 mm nederbörd, och den torraste är januari, med 2 mm nederbörd.